# 露西·斯蒂芬
露西·斯蒂芬（英語：Lucy Stephan，1991年12月10日—），澳大利亚女子赛艇运动员。她曾代表澳大利亚参加2016年和2020年夏季奥林匹克运动会赛艇比赛，其中2020年奥运会获得一枚金牌。